# Bolosominae
Bolosominae is een onderfamilie van sponsdieren uit de klasse van de Hexactinellida. 

## Geslachten
- Amphidiscella Tabachnick & Lévi, 1997
- Bolosoma Ijima, 1904
- Caulocalyx Schulze, 1886
- Hyalostylus Schulze, 1886
- Neocaledoniella Tabachnick & Lévi, 2004
- Saccocalyx Schulze, 1896
- Trachycaulus Schulze, 1886
- Vityaziella Tabachnick & Lévi, 1997